# Teoria de campo escalar

Integral de linha de um campo escalar, f. A área sob a curva C, traçada na superfície definida por z = f(x,y), é o valor da integral.

Na física teórica, a teoria de campo escalar pode se referir a uma teoria clássica ou quântica relativisticamente invariante de campos escalares. Um campo escalar é invariante em qualquer transformação de Lorentz. O único campo quântico escalar fundamental que foi observado na natureza é o campo de Higgs. No entanto, os campos quânticos escalares aparecem nas descrições efetivas da teoria de campo de muitos fenômenos físicos. Um exemplo é o pion, que na verdade é um pseudoescalar.
Uma vez que não envolvem complicações de polarização, os campos escalares são frequentemente os mais fáceis de apreciar através da segunda quantização. Por esta razão, as teorias de campo escalar são frequentemente usadas para fins de introdução de novos conceitos e técnicas. A assinatura métrica empregada abaixo é (+, −, −, −).

## Teoria clássica de campo escalar
Uma referência geral para esta seção é Ramond, Pierre (2001-12-21). Teoria de campo: uma cartilha moderna (segunda edição). EUA: Westview Press. ISBN 0-201-30450-3, Ch 1.

### Teoria linear (livre)
A teoria de campo escalar mais básica é a teoria linear. Através da decomposição de Fourier dos campos, representa os modos normais de uma infinidade de osciladores acoplados onde o limite do contínuo do índice do oscilador i é agora denotado por x. A ação para a teoria de campo escalar relativística livre é então:
{\displaystyle {\begin{aligned}{\mathcal {S}}&=\int \mathrm {d} ^{D-1}x\mathrm {d} t{\mathcal {L}}\\&=\int \mathrm {d} ^{D-1}x\mathrm {d} t\left[{\frac {1}{2}}\eta ^{\mu \nu }\partial _{\mu }\phi \partial _{\nu }\phi -{\frac {1}{2}}m^{2}\phi ^{2}\right]\\[6pt]&=\int \mathrm {d} ^{D-1}x\mathrm {d} t\left[{\frac {1}{2}}(\partial _{t}\phi )^{2}-{\frac {1}{2}}\delta ^{ij}\partial _{i}\phi \partial _{j}\phi -{\frac {1}{2}}m^{2}\phi ^{2}\right],\end{aligned}}}
onde {\displaystyle {\mathcal {L}}} é conhecida como densidade lagrangeana; d4−1x ≡ dx ⋅ dy ⋅ dz ≡ dx1 ⋅ dx2 ⋅ dx3 para as três coordenadas espaciais; δij é a função delta de Kronecker; e ∂ρ = ∂/∂xρ  para a ρ-ª coordenada xρ.
Este é um exemplo de ação quadrática, pois cada um dos termos é quadrático no campo, φ. O termo proporcional a m2 às vezes é conhecido como termo de massa, devido à sua posterior interpretação, na versão quantizada desta teoria, em termos de massa de partículas.

A equação de movimento para esta teoria é obtida pela extremação da ação acima. Tem a seguinte forma, linear em φ,
{\displaystyle \eta ^{\mu \nu }\partial _{\mu }\partial _{\nu }\phi +m^{2}\phi =\partial _{t}^{2}\phi -\nabla ^{2}\phi +m^{2}\phi =0~,}
onde ∇2 é o operador de Laplace. Esta é a equação de Klein-Gordon, com a interpretação como uma equação de campo clássica, em vez de uma equação de onda da mecânica quântica.

### Teoria não linear (interagindo)
A generalização mais comum da teoria linear acima é adicionar um potencial escalar V(Φ) ao Lagrangiano, onde normalmente, além de um termo de massa, V é um polinômio em Φ. Diz-se às vezes que tal teoria está interagindo, porque a equação de Euler-Lagrange agora é não linear, implicando uma auto-interação {\displaystyle \Sigma }. A ação para a teoria mais geral é
{\displaystyle {\begin{aligned}{\mathcal {S}}&=\int \mathrm {d} ^{D-1}x\,\mathrm {d} t{\mathcal {L}}\\[3pt]&=\int \mathrm {d} ^{D-1}x\mathrm {d} t\left[{\frac {1}{2}}\eta ^{\mu \nu }\partial _{\mu }\phi \partial _{\nu }\phi -V(\phi )\right]\\[3pt]&=\int \mathrm {d} ^{D-1}x\,\mathrm {d} t\left[{\frac {1}{2}}(\partial _{t}\phi )^{2}-{\frac {1}{2}}\delta ^{ij}\partial _{i}\phi \partial _{j}\phi -{\frac {1}{2}}m^{2}\phi ^{2}-\sum _{n=3}^{\infty }{\frac {1}{n!}}g_{n}\phi ^{n}\right]\end{aligned}}}

Os fatores n! na expansão são introduzidos porque são úteis no diagrama de expansão de Feynman da teoria quântica, conforme descrito abaixo.
A equação de movimento de Euler-Lagrange correspondente é agora
{\displaystyle \eta ^{\mu \nu }\partial _{\mu }\partial _{\nu }\phi +V'(\phi )=\partial _{t}^{2}\phi -\nabla ^{2}\phi +V'(\phi )=0.}

### Escala e análise dimensional

Sombra (preto) e horizontes e ergosferas (branco) de um buraco negro em rotação.

As quantidades físicas nessas teorias de campo escalar podem ter dimensões de comprimento, tempo ou massa, ou alguma combinação dos três.
No entanto, em uma teoria relativista, qualquer quantidade  t, com dimensões de tempo, pode ser facilmente convertida em um comprimento, l =ct, usando a velocidade da luz, c. Da mesma forma, qualquer comprimento l é equivalente a uma massa inversa, ħ=lmc, usando a constante de Planck, ħ. Em unidades naturais, pensa-se em um tempo como um comprimento, ou tempo ou comprimento como uma massa inversa.
Em suma, pode-se pensar nas dimensões de qualquer quantidade física como definida em termos de apenas uma dimensão independente, e não em termos de todas as três. Isso é mais frequentemente chamado de dimensão de massa da quantidade. O conhecimento das dimensões de cada quantidade permite restaurar de forma única as dimensões convencionais de uma expressão de unidades naturais em termos desta dimensão de massa, simplesmente reinserindo as potências necessárias de  ħ e c necessário para a consistência dimensional.
Uma objeção concebível é que essa teoria é clássica e, portanto, não é óbvio como a constante de Planck deveria fazer parte da teoria. Se desejado, pode-se de fato reformular a teoria sem dimensões de massa: No entanto, isso seria à custa de obscurecer ligeiramente a conexão com o campo escalar quântico. Dado que se tem dimensões de massa, a constante de Planck é pensada aqui como uma essencialmente arbitrária quantidade de referência fixa de ação (não necessariamente ligado à quantização), portanto com dimensões apropriadas para converter entre massa e comprimento inverso.

#### Escala dimensional
A dimensão de escala clássica, ou dimensão de massa,  Δ, de  φ descreve a transformação do campo sob um reescalonamento de coordenadas:
{\displaystyle x\rightarrow \lambda x}
{\displaystyle \phi \rightarrow \lambda ^{-\Delta }\phi ~.}
As unidades de ação são as mesmas que as unidades de ħ, e assim a ação em si tem dimensão de massa zero. Isso corrige a dimensão de escala do campo φ para
{\displaystyle \Delta ={\frac {D-2}{2}}.}

#### Invariância de escala
Há um sentido específico no qual algumas teorias de campos escalares são invariantes em escala. Embora as ações acima sejam todas construídas para ter dimensão de massa zero, nem todas as ações são invariáveis sob a transformação de escala
{\displaystyle x\rightarrow \lambda x}
{\displaystyle \phi \rightarrow \lambda ^{-\Delta }\phi ~.}
A razão pela qual nem todas as ações são invariantes é que geralmente se pensa nos parâmetros m e gn  x como quantidades fixas, que não são redimensionadas sob a transformação acima. A condição para que uma teoria de campo escalar seja invariante de escala é então bastante óbvia: todos os parâmetros que aparecem na ação devem ser quantidades adimensionais. Em outras palavras, uma teoria invariante de escala é aquela sem qualquer escala de comprimento fixo (ou equivalentemente, escala de massa) na teoria.
Para uma teoria de campo escalar com dimensões de espaço-tempo D, o único parâmetro adimensional  gn satisfaz n ={\displaystyle {\frac {D2}{D-2}}}. Por exemplo, em D = 4, somente  g4 é classicamente adimensional e, portanto, a única teoria de campo escalar classicamente invariante em escala em D = 4 é a teoria sem massa φ4.
A invariância de escala clássica, no entanto, normalmente não implica invariância de escala quântica, por causa do grupo de renormalização envolvido.

#### Invariância conforme
Uma transformação
{\displaystyle x\rightarrow {\tilde {x}}(x)}
é dito conforme se a transformação satisfaz
{\displaystyle {\frac {\partial {\tilde {x^{\mu }}}}{\partial x^{\rho }}}{\frac {\partial {\tilde {x^{\nu }}}}{\partial x^{\sigma }}}\eta _{\mu \nu }=\lambda ^{2}(x)\eta _{\rho \sigma }}
para alguma função λ(x).
O grupo conforme contém como subgrupos as isometrias da métrica {\displaystyle \eta _{\mu \nu }} (o grupo de Poincaré) e também as transformações de escala (ou dilatações) consideradas acima. De fato, as teorias de escala invariante na seção anterior também são conformemente invariantes.

### Teoriaφ4

Quebra de simetria em conjuntos de bifurcação

A teoria φ4 massiva ilustra uma série de fenômenos interessantes na teoria escalar de campos.
A densidade lagrangeana é
{\displaystyle {\mathcal {L}}={\frac {1}{2}}(\partial _{t}\phi )^{2}-{\frac {1}{2}}\delta ^{ij}\partial _{i}\phi \partial _{j}\phi -{\frac {1}{2}}m^{2}\phi ^{2}-{\frac {g}{4!}}\phi ^{4}.}

#### Quebra espontânea de simetria
Esta Lagrangiana tem uma simetria ℤ₂ sob a transformação φ→ −φ. Este é um exemplo de uma simetria interna, em contraste com uma simetria espaço-temporal.

se m2 é positivo, o potencial 
{\displaystyle V(\phi )={\frac {1}{2}}m^{2}\phi ^{2}+{\frac {g}{4!}}\phi ^{4}}
tem um único mínimo, na origem. A solução φ=0 é claramente invariante sob a simetria ℤ₂.
Por outro lado, se m2 é negativo, então pode-se ver prontamente que o potencial
{\displaystyle \,V(\phi )={\frac {1}{2}}m^{2}\phi ^{2}+{\frac {g}{4!}}\phi ^{4}\!}
tem dois mínimos. Isso é conhecido como um potencial de poço duplo, e os estados de energia mais baixos (conhecidos como vácuo, na linguagem teórica de campo quântico) em tal teoria não são invariantes sob a simetria ℤ₂ da ação (na verdade, mapeia cada um dos dois vácuos). no outro). Neste caso, diz-se que a simetria ℤ₂ é quebrada espontaneamente.

#### Soluções de torção
A teoria φ4 com um m2  negativo também tem uma solução kink, que é um exemplo canônico de um sóliton. Tal solução é da forma
{\displaystyle \phi ({\vec {x}},t)=\pm {\frac {m}{2{\sqrt {\frac {g}{4!}}}}}\tanh \left[{\frac {m(x-x_{0})}{\sqrt {2}}}\right]}
onde  x é uma das variáveis espaciais (φ é considerada independente de t, e as demais variáveis espaciais). A solução interpola entre os dois vácuos diferentes do potencial de poço duplo. Não é possível deformar a torção em uma solução constante sem passar por uma solução de energia infinita, e por esta razão a torção é dita estável. Para D>2 (ou seja, teorias com mais de uma dimensão espacial), essa solução é chamada de parede de domínio.
Outro exemplo bem conhecido de uma teoria de campo escalar com soluções de torção é a teoria seno-Gordon.

### Teoria de campos escalares complexos

Campos devido a cargas de cor, como em quarks (G é o tensor de força de campo de glúons). Estas são combinações "incolores". Acima: A carga colorida tem "estados neutros ternários", bem como a neutralidade binária (análoga à carga elétrica). Abaixo: As combinações quark/antiquark.

Em uma teoria de campo escalar complexo, o campo escalar assume valores nos números complexos, em vez dos números reais. O campo escalar complexo representa partículas de spin-0 e antipartículas com carga. A ação considerada normalmente toma a forma
{\displaystyle {\mathcal {S}}=\int \mathrm {d} ^{D-1}x\,\mathrm {d} t{\mathcal {L}}=\int \mathrm {d} ^{D-1}x\,\mathrm {d} t\left[\eta ^{\mu \nu }\partial _{\mu }\phi ^{*}\partial _{\nu }\phi -V(|\phi |^{2})\right]}
Este tem uma simetria U(1), equivalentemente O(2), cuja ação no espaço de campos gira {\displaystyle \phi \rightarrow e^{i\alpha }\phi }, para algum ângulo de fase real α.
Quanto ao campo escalar real, a quebra espontânea de simetria é encontrada se m2 é negativo. Isso dá origem ao potencial de chapéu mexicano de Goldstone, que é uma rotação do potencial de poço duplo de um campo escalar real por 2π radianos em torno do eixo V{\displaystyle (\phi )}.A quebra de simetria ocorre em uma dimensão superior, ou seja, a escolha do vácuo quebra uma simetria U(1) contínua em vez de discreta. Os dois componentes do campo escalar são reconfigurados como um modo massivo e um bóson Goldstone sem massa.

### TeoriaO(N)
Pode-se expressar a teoria de campo escalar complexa em termos de dois campos reais, φ1 = Re φ   e    φ2 = Im φ,  Pode-se expressar a teoria de campo escalar complexa em termos de dois campos reais, U(1) = O(2) simetria interna. Embora tais campos se transformem como um vetor sob a simetria interna, eles ainda são escalares de Lorentz.
Isso pode ser generalizado para uma teoria de N campos escalares se transformando na representação vetorial da simetria O(N). O Lagrangiano para uma teoria de campo escalar invariante O(N) é tipicamente da forma
{\displaystyle {\mathcal {L}}={\frac {1}{2}}\eta ^{\mu \nu }\partial _{\mu }\phi \cdot \partial _{\nu }\phi -V(\phi \cdot \phi )}
usando um produto interno O(N)-invariante apropriado. A teoria também pode ser expressa para campos vetoriais complexos, ou seja, para {\displaystyle \phi \in \mathbb {C} ^{n}}, Nesse caso, o grupo de simetria é o SU(N) do grupo de Lie.

### Acoplamentos de campo de gauge
Quando a teoria de campo escalar é acoplada de maneira invariante de calibre à ação de Yang-Mills, obtém-se a teoria de supercondutores de Ginzburg-Landau. Os sólitons topológicos dessa teoria correspondem a vórtices em um supercondutor; o mínimo do potencial do chapéu mexicano corresponde ao parâmetro de ordem do supercondutor.

## Teoria quântica de campos escalares
Uma referência geral para esta seção é Ramond, Pierre (2001-12-21). Teoria de campo: uma cartilha moderna. EUA: Westview Press. ISBN 0-201-30450-3, cap. 4

O estado de uma corda vibrante pode ser modelado como um ponto em um espaço de Hilbert. A decomposição de uma corda vibrante em suas vibrações em tons distintos é dada pela projeção do ponto sobre os eixos coordenados no espaço.

Na teoria quântica de campos, os campos e todos os observáveis construídos a partir deles são substituídos por operadores quânticos em um espaço de Hilbert. Este espaço de Hilbert é construído em um estado de vácuo, e a dinâmica é governada por um Hamiltoniano quântico, um operador positivo-definido que aniquila o vácuo. Uma construção de uma teoria de campo escalar quântica é detalhada no artigo de quantização canônica, que se baseia em relações de comutação canônica entre os campos. Essencialmente, a infinidade de osciladores clássicos reempacotados no campo escalar como seus modos normais (desacoplados), acima, agora são quantizados da maneira padrão, de modo que o respectivo campo de operador quântico descreve uma infinidade de osciladores harmônicos quânticos atuando em um respectivo espaço Fock.
Em resumo, as variáveis básicas são o campo quântico φ e seu momento canônico π. Ambos os campos com valor de operador são Hermitianos. Ambos os campos com valor de operador são Hermitianos. Nos pontos espaciais x→, y→ e em tempos iguais, suas relações de comutação canônicas são dadas por
{\displaystyle {\begin{aligned}\left[\phi \left({\vec {x}}\right),\phi \left({\vec {y}}\right)\right]=\left[\pi \left({\vec {x}}\right),\pi \left({\vec {y}}\right)\right]&=0,\\\left[\phi \left({\vec {x}}\right),\pi \left({\vec {y}}\right)\right]&=i\delta \left({\vec {x}}-{\vec {y}}\right),\end{aligned}}}
enquanto o hamiltoniano livre é, similarmente ao acima, 
{\displaystyle H=\int d^{3}x\left[{1 \over 2}\pi ^{2}+{1 \over 2}(\nabla \phi )^{2}+{m^{2} \over 2}\phi ^{2}\right].}
Uma transformada espacial de Fourier leva a campos de espaço de momento
{\displaystyle {\begin{aligned}{\widetilde {\phi }}({\vec {k}})&=\int d^{3}xe^{-i{\vec {k}}\cdot {\vec {x}}}\phi ({\vec {x}}),\\{\widetilde {\pi }}({\vec {k}})&=\int d^{3}xe^{-i{\vec {k}}\cdot {\vec {x}}}\pi ({\vec {x}})\end{aligned}}}
que resolvem para operadores de aniquilação e criação
{\displaystyle {\begin{aligned}a({\vec {k}})&=\left(E{\widetilde {\phi }}({\vec {k}})+i{\widetilde {\pi }}({\vec {k}})\right),\\a^{\dagger }({\vec {k}})&=\left(E{\widetilde {\phi }}({\vec {k}})-i{\widetilde {\pi }}({\vec {k}})\right),\end{aligned}}}
onde {\displaystyle E={\sqrt {k^{2}+m^{2}}}} .
Esses operadores satisfazem as relações de comutação
{\displaystyle {\begin{aligned}\left[a({\vec {k}}_{1}),a({\vec {k}}_{2})\right]=\left[a^{\dagger }({\vec {k}}_{1}),a^{\dagger }({\vec {k}}_{2})\right]&=0,\\\left[a({\vec {k}}_{1}),a^{\dagger }({\vec {k}}_{2})\right]&=(2\pi )^{3}2E\delta ({\vec {k}}_{1}-{\vec {k}}_{2}).\end{aligned}}}
O estado {\displaystyle |0\rangle } aniquilado por todos os operadores a é identificado como vácuo nu, e uma partícula com momento k→ é criada aplicando  {\displaystyle a^{\dagger }({\vec {k}})} ao vácuo.
Aplicando todas as combinações possíveis de operadores de criação ao vácuo constrói o espaço de Hilbert relevante: Esta construção é chamada de espaço Fock. O vácuo é aniquilado pelo Hamiltoniano
{\displaystyle H=\int {d^{3}k \over (2\pi )^{3}}{\frac {1}{2}}a^{\dagger }({\vec {k}})a({\vec {k}}),}
onde a energia do ponto zero foi removida por ordenação de Wick. (Veja quantização canônica.)

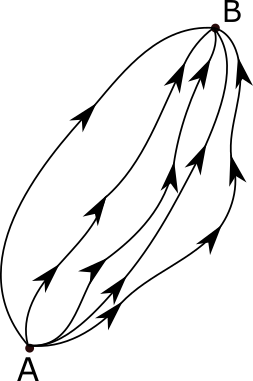
Estes são cinco dos infinitos caminhos disponíveis para uma partícula se mover do ponto A no instante t para o ponto B no instante t’(>t). Caminhos que se cruzam ou retrocedem no tempo não são permitidos.

As interações podem ser incluídas adicionando um Hamiltoniano de interação. Para a teoria φ4, isso corresponde a adicionar um termo ordenado Wick g:φ4:/4! ao hamiltoniano, e integrando sobre x. As amplitudes de espalhamento podem ser calculadas a partir deste Hamiltoniano na representação de Dirac de interação. Estes são construídos na teoria da perturbação por meio da série Dyson, que fornece os produtos ordenados no tempo, ou funções de Green de n-partículas {\displaystyle \langle 0|{\mathcal {T}}\{\phi (x_{1})\cdots \phi (x_{n})\}|0\rangle } conforme descrito no artigo da série de Dyson. As funções de Green também podem ser obtidas a partir de uma função geradora que é construída como solução da equação de Schwinger-Dyson.

### Integral do caminho de Feynman
A expansão do diagrama de Feynman pode ser obtida também a partir da formulação integral de caminho de Feynman. Os valores esperados do vácuo ordenados no tempo de polinômios em φ, conhecidas como funções de Green de partículas n, são construídas integrando sobre todos os campos possíveis, normalizado pelo valor esperado de vácuo sem campos externos,
{\displaystyle \langle 0|{\mathcal {T}}\{\phi (x_{1})\cdots \phi (x_{n})\}|0\rangle ={\frac {\int {\mathcal {D}}\phi \phi (x_{1})\cdots \phi (x_{n})e^{i\int d^{4}x\left({1 \over 2}\partial ^{\mu }\phi \partial _{\mu }\phi -{m^{2} \over 2}\phi ^{2}-{g \over 4!}\phi ^{4}\right)}}{\int {\mathcal {D}}\phi e^{i\int d^{4}x\left({1 \over 2}\partial ^{\mu }\phi \partial _{\mu }\phi -{m^{2} \over 2}\phi ^{2}-{g \over 4!}\phi ^{4}\right)}}}.}
Todas essas funções de Green podem ser obtidas expandindo a exponencial em J(x)φ(x) na função geradora
{\displaystyle Z[J]=\int {\mathcal {D}}\phi e^{i\int d^{4}x\left({1 \over 2}\partial ^{\mu }\phi \partial _{\mu }\phi -{m^{2} \over 2}\phi ^{2}-{g \over 4!}\phi ^{4}+J\phi \right)}=Z[0]\sum _{n=0}^{\infty }{\frac {i^{n}}{n!}}J(x_{1})\cdots J(x_{n})\langle 0|{\mathcal {T}}\{\phi (x_{1})\cdots \phi (x_{n})\}|0\rangle .}
Uma rotação de Wick pode ser aplicada para tornar o tempo imaginário. Alterar a assinatura para (++++) transforma a integral de Feynman em uma função de partição da mecânica estatística no espaço euclidiano,
{\displaystyle Z[J]=\int {\mathcal {D}}\phi e^{-\int d^{4}x\left[{1 \over 2}(\nabla \phi )^{2}+{m^{2} \over 2}\phi ^{2}+{g \over 4!}\phi ^{4}+J\phi \right]}.}
Normalmente, isso é aplicado ao espalhamento de partículas com momentos fixos, nesse caso, uma transformada de Fourier é útil, dando em vez disso
{\displaystyle {\tilde {Z}}[{\tilde {J}}]=\int {\mathcal {D}}{\tilde {\phi }}e^{-\int {d^{4}p \over (2\pi )^{4}}\left({1 \over 2}(p^{2}+m^{2}){\tilde {\phi }}^{2}-{\tilde {J}}{\tilde {\phi }}+{g \over 4!}{\int {d^{4}p_{1} \over (2\pi )^{4}}{d^{4}p_{2} \over (2\pi )^{4}}{d^{4}p_{3} \over (2\pi )^{4}}\delta (p-p_{1}-p_{2}-p_{3}){\tilde {\phi }}(p){\tilde {\phi }}(p_{1}){\tilde {\phi }}(p_{2}){\tilde {\phi }}(p_{3})}\right)}.}
onde {\displaystyle \delta (x)} é a função delta de Dirac.
O truque padrão para avaliar essa integral funcional é escrevê-la como um produto de fatores exponenciais, esquematicamente,
{\displaystyle {\tilde {Z}}[{\tilde {J}}]=\int {\mathcal {D}}{\tilde {\phi }}\prod _{p}\left[e^{-(p^{2}+m^{2}){\tilde {\phi }}^{2}/2}e^{-g/4!\int {d^{4}p_{1} \over (2\pi )^{4}}{d^{4}p_{2} \over (2\pi )^{4}}{d^{4}p_{3} \over (2\pi )^{4}}\delta (p-p_{1}-p_{2}-p_{3}){\tilde {\phi }}(p){\tilde {\phi }}(p_{1}){\tilde {\phi }}(p_{2}){\tilde {\phi }}(p_{3})}e^{{\tilde {J}}{\tilde {\phi }}}\right].}
Os dois segundos fatores exponenciais podem ser expandidos como séries de potências, e a combinatória dessa expansão pode ser representada graficamente através de diagramas de Feynman da interação quártica.
A integral com g = 0 pode ser tratada como um produto de infinitas integrais gaussianas elementares: o resultado pode ser expresso como uma soma de diagramas de Feynman, calculado usando as seguintes regras de Feynman:
- Cada campo  (p) na função de Green Euclidiano de n pontos a função de Green é representada por uma linha externa (meia-aresta) no gráfico, e associada ao momento p.
- Cada vértice é representado por um fator −g.
- Em uma dada ordem gk, todos os diagramas com n linhas externas e k vértices são construídos de modo que o momento que flui em cada vértice seja zero. Cada linha interna é representada por um propagador 1/(q2 + m2), onde q é o momento que flui através dessa linha.
- Quaisquer momentos irrestritos são integrados sobre todos os valores.
- O resultado é dividido por um fator de simetria, que é o número de maneiras pelas quais as linhas e os vértices do grafo podem ser rearranjados sem alterar sua conectividade.
- Não inclua gráficos contendo "bolhas de vácuo", subgráficos conectados sem linhas externas.

A última regra leva em conta o efeito da divisão por  [0].  As regras de Feynman do espaço Minkowski são semelhantes, exceto que cada vértice é representado por −ig, enquanto cada linha interna é representada por um propagador i/(q2−m2+iε), onde o termo ε representa a pequena rotação de Wick necessária para fazer convergir a integral gaussiana do espaço de Minkowski.

### Renormalização

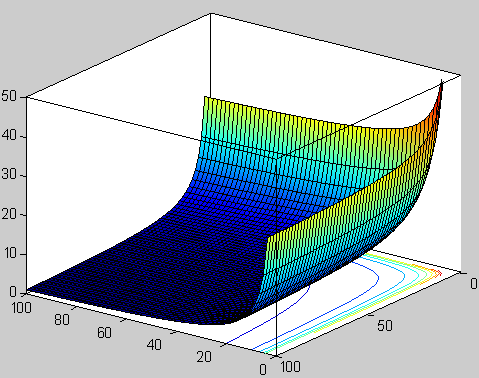
Função β no plano real

As integrais sobre momentos irrestritos, chamadas "integrais de loop", nos gráficos de Feynman normalmente divergem. Isso normalmente é tratado pela renormalização, que é um procedimento de adição de contra-termos divergentes ao Lagrangeano de tal forma que os diagramas construídos a partir do Lagrangeano original e dos contra-termos sejam finitos. Uma escala de renormalização deve ser introduzida no processo, e a constante de acoplamento e a massa tornam-se dependentes dela.
A dependência de uma constante de acoplamento g na escala λ é codificado por uma função Beta, β(g),definido por
{\displaystyle \beta (g)=\lambda \,{\frac {\partial g}{\partial \lambda }}~.}
Essa dependência da escala de energia é conhecida como "a execução do parâmetro de acoplamento", e a teoria dessa dependência sistemática de escala na teoria quântica de campos é descrita pelo grupo de renormalização.
As funções beta são geralmente calculadas em um esquema de aproximação, mais comumente teoria de perturbação, onde se assume que a constante de acoplamento é pequena. Pode-se então fazer uma expansão nas potências dos parâmetros de acoplamento e truncar os termos de ordem superior (também conhecidos como contribuições de loop mais altas, devido ao número de loops nos gráficos de Feynman correspondentes).
A função β em um loop (a primeira contribuição perturbativa) para a teoria φ4 é
{\displaystyle \beta (g)={\frac {3}{16\pi ^{2}}}g^{2}+O\left(g^{3}\right)~.}
O fato de o sinal na frente do termo de ordem mais baixa ser positivo sugere que a constante de acoplamento aumenta com a energia. Se esse comportamento persistisse em grandes acoplamentos, isso indicaria a presença de um polo de Landau em energia finita, decorrente da trivialidade quântica. No entanto, a pergunta só pode ser respondida de forma não perturbadora, uma vez que envolve forte acoplamento.

Uma teoria quântica de campos é considerada trivial quando o acoplamento renormalizado, calculado através de sua função beta, vai a zero quando o corte ultravioleta é removido. Consequentemente, o propagador se torna o de uma partícula livre e o campo não está mais interagindo.
Para uma interação φ4, Michael Aizenman provou que a teoria é de fato trivial, para dimensão espaço-tempo D ≥ 5.
Para D = 4, a trivialidade ainda precisa ser comprovada com rigor, mas os cálculos de rede forneceram fortes evidências para isso. Este fato é importante, pois a trivialidade quântica pode ser usada para limitar ou até mesmo prever parâmetros como a massa do bóson de Higgs. Isso também pode levar a uma massa de Higgs previsível em cenários de segurança assintóticos.